# Jandova
Jandova je název ulice v Praze 9 – Vysočanech, spojující Freyovu a Vysočanskou. Ulice měří 300 m a je orientována severo-jižním směrem. Ulice nese svůj název po komunistovi Josefu Jandovi (1880–1943), který zahynul za druhé světové války ve Zwickau. Ulice vznikla po roce 1900 a do roku 1948 se jmenovala Freyova.

## Průběh
Začíná na náměstí OSN, respektive na křižovatce ulic Sokolovská, Freyova, Kolbenova a Pod pekárnami. Pokračuje na sever, kde jsou přes ní po mostě vedeny železniční tratě do Lysé nad Labem a do Všetat. Na křižovatce za mostem odbočuje vlevo ulice U vinných sklepů, vpravo ulice Ke Klíčovu a ulice se zde rozdvojuje, hlavní část ulice pokračuje zatáčkou vlevo již jako ulice Vysočanská, rovně však pokračuje druhá část, s auty sdílený chodník, až k dopravnímu hřišti, kde doprava ještě odbočí ulice Stoupající.

## Galerie

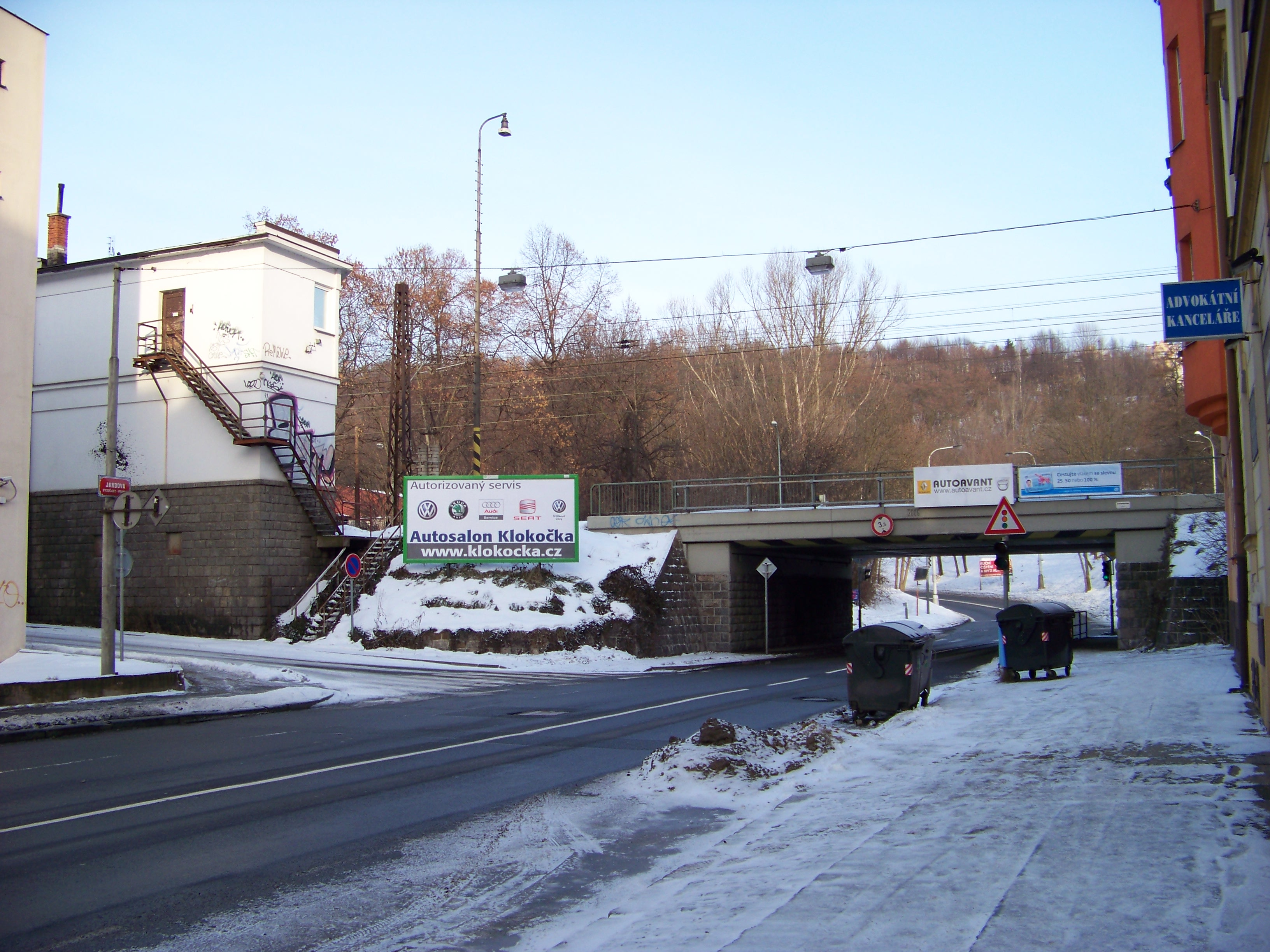
Železniční most v zimě
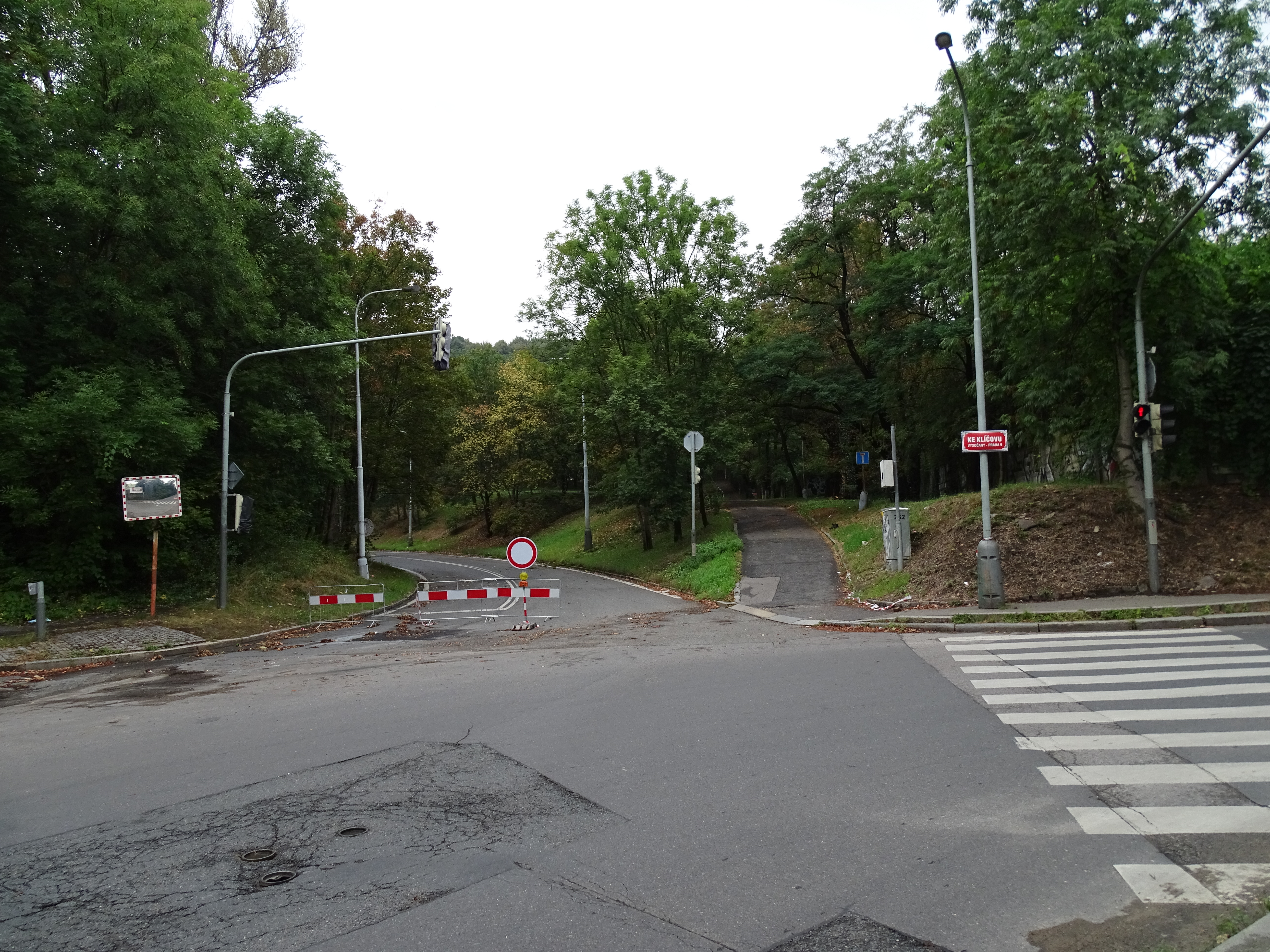
Křižovatka ulic Vysočanská (vlevo, dočasně s uzavírkou), Jandova (chodník rovně), Ke Klíčovu (vpravo) a U vinných sklepů (zcela vlevo).